# Транспортный переулок (Санкт-Петербург)
Тра́нспортный переу́лок — переулок в Центральном районе Санкт-Петербурга. Проходит от Лиговского проспекта до Днепропетровской улицы.

## История
Первоначально — Чубаров переулок (с 1798 года). Назван в честь домовладельца.

На плане 1828 года обозначен как Хмелёв переулок. Назван в честь домовладельца.

С 1821 по 1844 год — Моховой переулок. Назван по Моховой Каретной улице.
Чубаров(ский) переулок получил громкую известность после слушавшегося в Ленинградском губернском суде в декабре 1926 года дела о групповом изнасиловании девушки-рабфаковки 22 молодыми людьми, среди которых были комсомольцы и один кандидат в члены партии; семеро обвиняемых были приговорены к расстрелу. Местом преступления стал сад завода «Кооператор» между Лиговским проспектом и Предтеченской (ныне улица Черняховского) улицей. В советской прессе получили распространение слова «чубаровцы», «чубаровщина».
Современное название дано 10 сентября 1935 года. Связано с тем, что переулок проходит вблизи главного хода Октябрьской железной дороги.

## Объекты
- Дом № 1 — наземный вестибюль станции метрополитена «Лиговский проспект»
- Дом № 1А — торговый комплекс «Платформа»
- Дом № 3 — АТС № 764 «Лиговская»
- Дом № 5 — храм Лиговской старообрядческой общины Санкт-Петербургской и Тверской епархии РПСЦ. Построен в 1917 г. по проекту П. П. Павлова, в 1922 г. закрыт, а облик здания искажён[2]. В 2005 г. передан общине[3], Фасады старообрядческой церкви воссозданы.
- Дом № 15 — гостиничный комплекс «NEOZOOM» 4****

## Транспорт
Метрополитен: станция «Лиговский проспект».